# Paweł Iwanicki
Paweł Tomasz Iwanicki (ur. 22 marca 1970 w Warszawie) – polski aktor filmowy i dubbingowy. Jest absolwentem Wydziału Aktorskiego PWST w Warszawie, gdzie studiował w latach 1991–1995.

## Filmografia

### Filmy
- 1989: Ostatni dzwonek – Bemol
- 1993: Samowolka – Kinder
- 1993: Pora na czarownice – Sanitariusz
- 1994: Oczy niebieskie – perkusista; szatniarz we śnie
- 1995: Prowokator – Uczestnik zamachu na Pirinowa
- 1995: Wielki tydzień – Niemiec eskortujący grupę Żydów
- 1995: Pułkownik Kwiatkowski – milicjant
- 1996: Dzieci i ryby – członek ekipy realizującej reklamówkę na przyjęciu
- 1999: Operacja „Koza” – Grigorij
- 1999: Jak narkotyk – Chłopak w SPATiF-ie
- 2004: Podróż Niny – Rudek
- 2005: Komornik – Abramow
- 2006: Wtorek po południu – mężczyzna
- 2006: Śmierć rotmistrza Pileckiego
- 2008: Pseudonim Anoda (spektakl Teatru Telewizji) – funkcjonariusz MBP
- 2009: Generał Nil – ubek przeszukujący mieszkanie Fieldorfów
- 2013: Jack Strong – Walczak
- 2018: Pitbull. Ostatni pies – Krystian Nowacki „Lupa”
- 2020: Zenek – sprzedawca na bazarze

### Seriale
- 1992: Kuchnia polska – Kolporter ulotek (odc. 4)
- 1993: Czterdziestolatek. 20 lat później – makler giełdowy Dorian (odc. 10)
- 1995: Ekstradycja – Złodziej samochodów (odc. 1)
- 1997: Boża podszewka – Rudy (odc. 13 i 14)
- 1999: Policjanci – Mariusz Kozub (odc. 3)
- 1999: Czternaście bajek z Królestwa Lailonii Leszka Kołakowskiego – Laje (głos, odc. 12)
- 2000–2001: Miasteczko – Nauczyciel Wojtek Bir
- 2002–2010: Samo życie – listonosz
- 2002: As – policjant Adam Krzyżak (odc. 2)
- 2003: Psie serce – kierownik restauracji (odc. 16)
- 2003–2013: Na Wspólnej – Tolek
- 2004–2007: Plebania – Czarek Jabłoński
- 2004: Pensjonat pod Różą – Julian Kwapisz (odc. 10)
- 2004: Kryminalni – Tomasz Kalbarczyk, wspólnik Kruszona (odc. 9)
- 2004–2008: Glina – mecenas Zarychta
- 2006: Będziesz moja – Tomek Nowak, brat Justyny
- 2007: Tajemnica twierdzy szyfrów – Niemiec-szofer
- 2007: Prawo miasta – agent ABW (odc. 17)
- 2009: 39 i pół – szef TV (odc. 27)
- 2010: Usta usta – Ryszard Osuchowski, ojciec Aleksandra (odc. 2)
- 2010: Na dobre i na złe – Miłowit „Miłek”, brat Bożenki (odc. 407)
- 2013: M jak miłość – właściciel lokalu (odc. 1001)
- 2013: Rodzinka.pl – szef Tomka (odc. 122)
- 2013: Lekarze – psychiatra w domu pomocy (odc. 35)
- 2014: Baron24 – Czarek Czyjarek (odc. 9)
- 2015–2016: Barwy szczęścia – Józef Kasprzak, kierownik pralni
- 2016: Ojciec Mateusz – Janusz Płazek (odc. 190)
- od 2021: 48h. Zaginieni
- 2023: Korona królów. Jagiellonowie – Michael Küchmeister von Sternberg wielki mistrz krzyżacki

### Dubbing
- 1942: Bambi (druga wersja dubbingowa) – Bambi
- 1960–1966: Flintstonowie (trzecia wersja dubbingowa)
- 1979: Scooby Doo podbija Hollywood
- 1988: Złych czterech i pies Huckleberry – Wierny Konik
- 1990: Piotruś Pan i piraci –
  - Kaczor,
  - Bill
- 1990: Przygody Syrenki – Rodzik
- 1992–1997: Kot Ik! – Ryan
- 1992: Mikan – pomarańczowy kot – Tom
- 1995–1996: Maska – różne głosy
- 1995–1997: Pinky i Mózg
- 1996–2004: Hej Arnold! (pierwsza wersja dubbingowa) – Bart
- 1997: Herkules – młody Herkules
- 2000: Dinozaur – Aladar
- 2000–2003: X-Men: Ewolucja – Sunspot
- 2001: Gothic – różne głosy
- 2002: Złap mnie, jeśli potrafisz
- 2002–2003: He-Man i władcy wszechświata – książę Adam
- 2002: Kryptonim: Klan na drzewie – różne głosy
- 2002: Gothic II – różne głosy
- 2003: Old School: Niezaliczona
- 2003: Mój brat niedźwiedź –
  - niedźwiedź #1,
  - wiewiórka #2,
  - królik,
  - członek plemienia #2
- 2003: Gothic II: Noc Kruka – różne głosy
- 2003: Świątynia pierwotnego zła
- 2004: Król lew 3: Hakuna matata – różne głosy
- 2004: Transformerzy: Wojna o Energon – Ironhide, Rad
- 2004: Megas XLR – różne głosy
- 2005: Roboty – Radek Dekiel
- 2005: Transformerzy: Cybertron – Scattorshot
- 2006: Happy Feet: Tupot małych stóp – Seymour
- 2006: Sposób na rekina – Dodo
- 2006: Kryptonim: Klan na drzewie: Operacja Z.E.R.O. –
  - Młody Monty,
  - Numer 0
- 2006: Wymiennicy – Johnny
- 2006: Gothic III – różne głosy
- 2006: Neverwinter Nights 2 − Dall
- 2006: Age of Empires III − Nathaniel Black
- 2007: Koń wodny: Legenda głębin
- 2007: Rodzinka Robinsonów – wujek Gaston
- 2007: Power Rangers: Super legendy − Omega
- 2007: Asterix na olimpiadzie − Romantix
- 2008–2012: Pingwiny z Madagaskaru –
  - Dorosły Piszczuś Pan,
  - Dod
- 2008: Neverwinter Nights 2: Gniew Zehira −
  - Umoja,
  - Dall
- 2008: Fallout 3 – różne głosy
- 2008: Brothers in Arms: Hell’s Highway – różne głosy
- 2009: Najlepszy kontakt
- 2009: League of Legends – Twisted Fate
- 2009: Dragon Age: Początek – różne głosy
- 2009: Disciples III: Odrodzenie – różne głosy
- 2010: Jak ukraść księżyc
- 2010: Mass Effect 2 – różne głosy
- 2010: Dragon Age: Początek – Przebudzenie – różne głosy
- 2010: Tron: Evolution – Male Generic Program
- 2010: Arcania: Gothic 4 – różne głosy
- 2011: Wiedźmin 2: Zabójcy królów – Zyndrom, Sven
- 2012: Hitman: Rozgrzeszenie – Diler
- 2013: Jack pogromca olbrzymów
- 2013: Might and Magic: Heroes VI – Cienie mroku –
  - Veyer,
  - Calistar